# Масютко Михайло Савович
Масю́тко Миха́йло Са́вович  (18 листопада 1918, Чаплинка на Херсонщині — 18 листопада 2001) — український письменник, правозахисник.

## Біографія
Важко пережив голодомор 1932—1933 років. 1934 року вступив на історико-філологічний факультет Запорізького педагогічного інституту. 1937 року, на третьому році навчання, виключено з інституту, заарештовано. Засуджено в Києві на 5 років ув'язнення. Покарання відбував у таборах і золотокопальнях Колими.
1942 року мобілізовано до Червоної армії. Перебував на фронті. Демобілізовано 1945 року в Берліні.
Після демобілізації працював педагогом у Криму, пізніше — в Дрогобичі.
Від 1948 року навчався у Львові в Українському поліграфічному інституті імені Івана Федорова (відділ художнього редагування книги), а рівночасно закінчив екстерном Львівський педагогічний інститут (фах — українська філологія).
1953 року, в переддипломний рік, виключено з інституту за написання реферату під назвою «Норми комуністичної моралі», який було визнано «ідеологічно хибним».
Від 1953 року — на педагогічній роботі. Певний час працював науковцем у Музеї Івана Франка у Львові, а після — викладачем української мови та літератури в школах на різних теренах України: Галичина, Волинь, Київщина, Крим, Херсонщина.
Від початку 1960-х років, під час «хрущовської відлиги», брав активну участь у національному русі, написав низку публіцистичних статей, які поширювалися самвидавом по Україні.
1965 року заарештовано у Феодосії, де проживав з матір'ю, а через рік у Львові засуджено закритим судом на шість років тюремного й табірного ув'язнення за свідченнями братів Горинів (Михайла і Богдана). Під час слідства і суду залишався стійким і безкомпромісним. Саме цей період свого життя Михайло Масютко докладно відобразив у книзі «В полоні зла».
Після звільнення з ув'язнення (1971 рік) прописатися у Феодосії у власну хату не дозволили. Мусив осісти в селі Дніпряни поблизу Нової Каховки без права виїзду і під пильним наглядом агентів КГБ — і так аж до розвалу Радянського Союзу.
Упродовж 30 років, які судилося прожити в Дніпрянах, Михайло Масютко написав більшість своїх літературних оповідань.
У вересні 2001 року, на 83-му році життя, змушений був покинути рідну домівку в Дніпрянах і виїхати до Луцька. 18 листопада того ж року, саме на день свого народження, Михайла Масютка не стало. Похований у Луцьку на приміському кладовищі.

## Вшанування пам'яті
18 листопада 2018 року на державному рівні в Україні відзначається пам'ятна дата — 100 років з дня народження Михайла Масютка (1918—2001), письменника, політв'язня радянського режиму.